# Hunding (Nibelungenlied)
Hunding är en mansroll i musikdramat Valkyrian av Richard Wagner. 
Hunding är en hårdsint kämpe av jättesläkt. Rollen sjungs av en bassångare.